# Le Grand-Celland
 Le Grand-Celland  es una población y comuna francesa, situada en la región de Baja Normandía, departamento de Mancha, en el distrito de Avranches y cantón de Brécey.

## Demografía
| 654 | 576 | 482 | 456 | 427 | 452 |
| Para los censos de 1962 a 1999 la población legal corresponde a la población sin duplicidades (Fuente: INSEE [Consultar]) |     |     |     |     |     |